# La renna (film)
La renna (Prancer) è un film del 1989 diretto da John Hancock.

## Trama
Donnola (Prancer), una delle renne che trainano la slitta di Babbo Natale, cade durante il tragitto per tornare al Polo nord e finisce nella fattoria della famiglia Riggs che la aiuterà a tornare a casa.

## Accoglienza
Il film ha ricevuto generalmente critiche positive. Sono state lodate in particolare le ambientazioni suggestive e la recitazione del giovane John Joseph Duda nei panni di Steve Riggs.

## Altri media
- Il film ha ricevuto un sequel nel 2001 chiamato Prancer - Una renna per amico.
- Nel 2022 la Universal Pictures ha realizzato un remake del film chiamato Prancer - Una storia di Natale.